# Naomi Nishida
Naomi Nishida (jap. 西田 尚美, Nishida Naomi; * 16. Februar 1972 in Fukuyama) ist eine japanische Schauspielerin.
Sie absolvierte die Bunka Fukusō Gakuin. Bekannt wurde sie durch ihre Rolle als Yuki Ichinose in Godzilla 2000: Millennium und als Sakiko in My Secret Cache.
Sie begann ihre Karriere zuerst als Model für Werbespots und Magazine, bevor sie in täglichen Fernsehserien mitspielte. Ihre erste Rolle war 1995 in dem Film Ice Blue. In den folgenden Jahren bekam sie zwei verschiedene Rollen in der Fernsehserie School of Ghosts. 1997 bekam sie den Japanese Academy Award als „bester Nachwuchsdarstellerin“ für ihre Rolle in My Secret Cache, für die sie auch den Spezialpreis der Jury bei dem Hawaii International Film Festival bekam.
1999 spielte sie die weibliche Hauptrolle im Film Godzilla 2000: Millennium und ab 2003 wurde sie im Fernsehen durch ihre Rolle in der Serie Water Boys berühmt.

## Filmografie (Auswahl)
- 1995: Ice Blue
- 1996: Haunted School 2
- 1997: Sakikos geheimer Schatz
- 1997: Haunted School 3
- 1999: Nabi no Koi (Nabbie's Love)
- 1999: Godzilla 2000: Millennium
- 2000: Monday
- 2002: The Happiness of the Katakuris
- 2003: The Thirteen Steps
- 2004: Swing Girls
- 2005: Train Man
- 2006: Forbidden Siren
- 2006: Honey and Clover